# Pasteurel·làcies
Les Pasteurellaceae són una família de les Proteobacteries, de l'ordre Pasteurellales. Molts membres viuen com comensals en superfícies mucoses d'aus i mamífers, especialment en el tracte superior respiratori.
La família inclou diversos patògens de vertebrats, Haemophilus influenzae: aquesta espècie causa severes malalties en humans (no la grip, com es va pensar originalment) i fou el primer organisme amb seu genoma seqüenciat. Altres Pasteurellaceae humanes causen gingivitis i Xancroide, i molts altres són importants malalties veterinàries.
Com altres Proteobacteris, les Pasteurellaceae són gram-negatius. Són típicament vermelloses, i anaerobis facultatius. Es distingeixen de les Enterobacteriaceae per la presència d'oxidasa, i d'altres grups de bacteris similars per l'absència de flagels.